# كينتو
بلدية كينتو (بالإسبانية: Quinto) هي بلدية تقع في مقاطعة سرقسطة التابعة لمنطقة أراغون شمال شرق إسبانيا.

## الديموغرافيا
بلغ عدد سكان بلدية كينتو 2.105 نسمة عام 2011 (وفقاً للمعهد الوطني الإسباني للإحصاء).
| 2.152 | 2.149 | 2.108 | 2.034 | 2.069 | 2.108 | 2.105 |

## أعلام
- أدان بيريز